# 印度考古研究所
印度考古研究所（Archaeological Survey of India），或译印度考古調查局，是印度文化部下属的一个政府部门，负责印度古迹的研究与保护。它由亚历山大·卡宁厄姆创立于1861年，亚历山大·卡宁厄姆本人也是其第一任所长。

## 组织
它在印度各地有29个分部。莫蒂默·惠勒任所长时，于1946年建立了一个专门管理博物馆的部门，现仍管理着印度的44所博物馆。研究所附属的中央考古学图书馆（Central Archaeological Library）则建立于1902年，此外各地分部也有自己的图书馆。